# THEスピリット
『THEスピリット～闘魂レスラー発掘プロジェクト～』（ザ・スピリット～とうこんレスラーはっくつプロジェクト～）は、フジテレビにて放送されたリアリティ番組。特別番組枠である月曜PLUS!で放送された。全10回。

## 概要
日本全国各地からプロレスラーを目指す練習生を募集。厳しい練習を通じて、新日本プロレスへの入門テストを受けるまでの姿を描くリアリティーショー番組。
通常の入門テストで設けている身長・年齢制限を完全撤廃し、10代前半～40代後半までさまざまな職、夢、肉体を持った幅広い人材10人が“練習生”として集まり、プロジェクトリーダーのオカダ・カズチカのもと、入門テストを受けるまでの練習や練習生らのストーリーを追った。
2ヶ月間に及ぶ特訓の末、8人が新日本の入門テストを受験し、3人が合格した。
棚橋弘至によれば、合格者3人は合格直後の2023年4月に新日本の野毛道場に入寮。その後、同年11月20日に合格者の一人である嘉藤匠馬がデビューした。

## 出演者

### スタジオパート
- 長谷川忍
- 池田美優
- 豊崎由里絵（進行）
- ナレーション（ストーリーテラー/ナビゲーター）：安田顕

### ドキュメンタリーパート
- プロジェクトリーダー：オカダ・カズチカ

#### ゲスト
- 特別コーチ：小島聡[10]、獣神サンダー・ライガー、棚橋弘至、天山広吉[10]、藤波辰爾[11]、真壁刀義、矢野通
- 最終面接官：棚橋弘至、田口隆祐、小林邦昭[3]

## スタッフ
- プロジェクトリーダー：オカダ・カズチカ
- 企画：安永英樹（フジテレビジョン）
- チーフプロデューサー：徳山孝典（アミューズ）
- プロデューサー：我妻哲也（極東電視台）
- 演出：千葉博史（極東電視台）
- 監修：首藤光典
- 制作協力：アミューズ、極東電視台
- 製作・著作：フジテレビジョン